# 铁西街道 (乌兰浩特市)
铁西街道，是中华人民共和国内蒙古自治区兴安盟乌兰浩特市下辖的一个乡镇级行政单位。

## 行政区划
铁西街道下辖以下地区：
吉庆社区、钢花社区、青松社区和矿泉社区。